# Toledo Walleye
Toledo Walleye – amerykański klub hokeja na lodzie z siedzibą w Toledo, Ohio, grający w lidze ECHL. Grają w Środkowej Dywizji Zachodniej Konferencji i domowe mecze rozgrywają w Huntington Center w Toledo. Od 2009 Walleye są klubem farmerskim dla Detroit Red Wings z NHL oraz Grand Rapids Griffins z AHL. Umowa wygasa z końcem sezonu 2020/2021.

## Historia

### Toledo Storm (1991–2007)
Klub został założony w 1991 jako Toledo Storm i domowe mecze rozgrywał w Toledo Sports Arena.
Storm była pierwszą drużyną hokejową, która grała w Toledo od czasu Toledo Goaldiggers z IHF, która zawiesiła działalność w 1986 roku, a następnie została przeniesiona do Kansas City w 1990 roku.  Grali jako Kansas City Blades do końca 2001 gdy International Hockey League zakończyła działalność.
W 2007 Toledo Arena Sports, Inc. wykupiła prawa terytorialne od ECHL na rejon Toledo.  Nowi właściciele planowali wybudować nową arenę, i po zakończeniu sezonu 2006/2007, działalność klubu została zawieszona na 2 lata, do momentu wybudowania nowej areny. Nazwa klubu została zmieniona na Toledo Walleye.

### Toledo Walleye  (2009–)
Na spotkaniu Rady Dyrektorów ECHL w połowie sezonu, liga ogłosiła, że Walleye będą w Dywizji Północnej Konferencji Amerykańskiej razem z Cincinnati Cyclones, Elmira Jackals, Johnstown Chiefs, Wheeling Nailers oraz Kalamazoo Wings.
Podczas ceremonii wręczania nagród NHL w Las Vegas, general manager Detroit Red Wings, Ken Holland, oświadczył, że Walleye zostanie klubem afiljacyjnym Detroit na sezon 2009-10 i że Wings wyślą jednego z ich trzech najbardziej perspektywicznych bramkarzy (Jordan Pearce, Thomas McCollum albo Daniel Larsson) do Toledo na cały sezon.
W dniu 5 sierpnia 2009, Walleye ogłosił drugą umowę afiliacyjną, z Chicago Blackhawks oraz ich klubem farmerskim w AHL, Rockford IceHogs.

## Osiągnięcia
- Mistrzostwo dywizji: 2014/15, 2015/16, 2016/17, 2017/18
- Mistrzostwo w sezonie regularnym: 2014/15, 2016/17